# Campodorus suspicax
Campodorus suspicax är en stekelart som först beskrevs av Holmgren 1876.  Campodorus suspicax ingår i släktet Campodorus och familjen brokparasitsteklar. Inga underarter finns listade.